# La Nativité (film, 2006)
Pour les articles homonymes, voir Nativité (homonymie).
Pour plus de détails, voir Fiche technique et Distribution.
La Nativité (The Nativity Story) est un film américain réalisé par Catherine Hardwicke, sorti en 2006. 
Inspiré principalement du Nouveau Testament, il relate fidèlement l'épisode de la Nativité, de l'Annonciation à la fuite en Égypte. Nouvellement fiancée à Joseph, la jeune Marie reçoit en visite l'archange Gabriel, qui lui annonce qu'elle enfantera le fils de Dieu. Après l'épisode de la Visitation, celle-ci doit partir pour Bethléem avec Joseph dans le but d'être recensés. Après plusieurs jours de marche et d'épreuves, à peine sont-ils arrivés en ville que la jeune femme doit accoucher dans le seul lieu disponible, une étable. Au même moment, le roi Hérode Antipas apprend des rois mages la naissance du Messie. Craignant qu'il lui dérobe le pouvoir, il ordonne à ses soldats de tuer tous les enfants de Bethléem âgés de moins de deux ans. Joseph, prévenu par Gabriel, s'enfuit avec l'Enfant Jésus et sa mère en Égypte. 
S'inscrivant dans la continuité de l'œuvre de Catherine Hardwicke, le film a pour principale originalité de mettre en avant les émotions et la personnalité de chaque personnage et plus particulièrement la relation unissant Joseph et Marie. Les rôles principaux sont tenus par Keisha Castle-Hughes, Oscar Isaac, Hiam Abbass, Shaun Toub, Ciarán Hinds et Shohreh Aghdashloo. À sa sortie, le film reçoit un accueil critique mitigé et se place à la quatrième place du box-office. Pour la plupart des critiques, le film est ni plus ni moins qu'une représentation fidèle du récit biblique. Il reçoit le soutien du Saint-Siège et devient ainsi la première œuvre diffusée en avant-première au Vatican.

## Synopsis

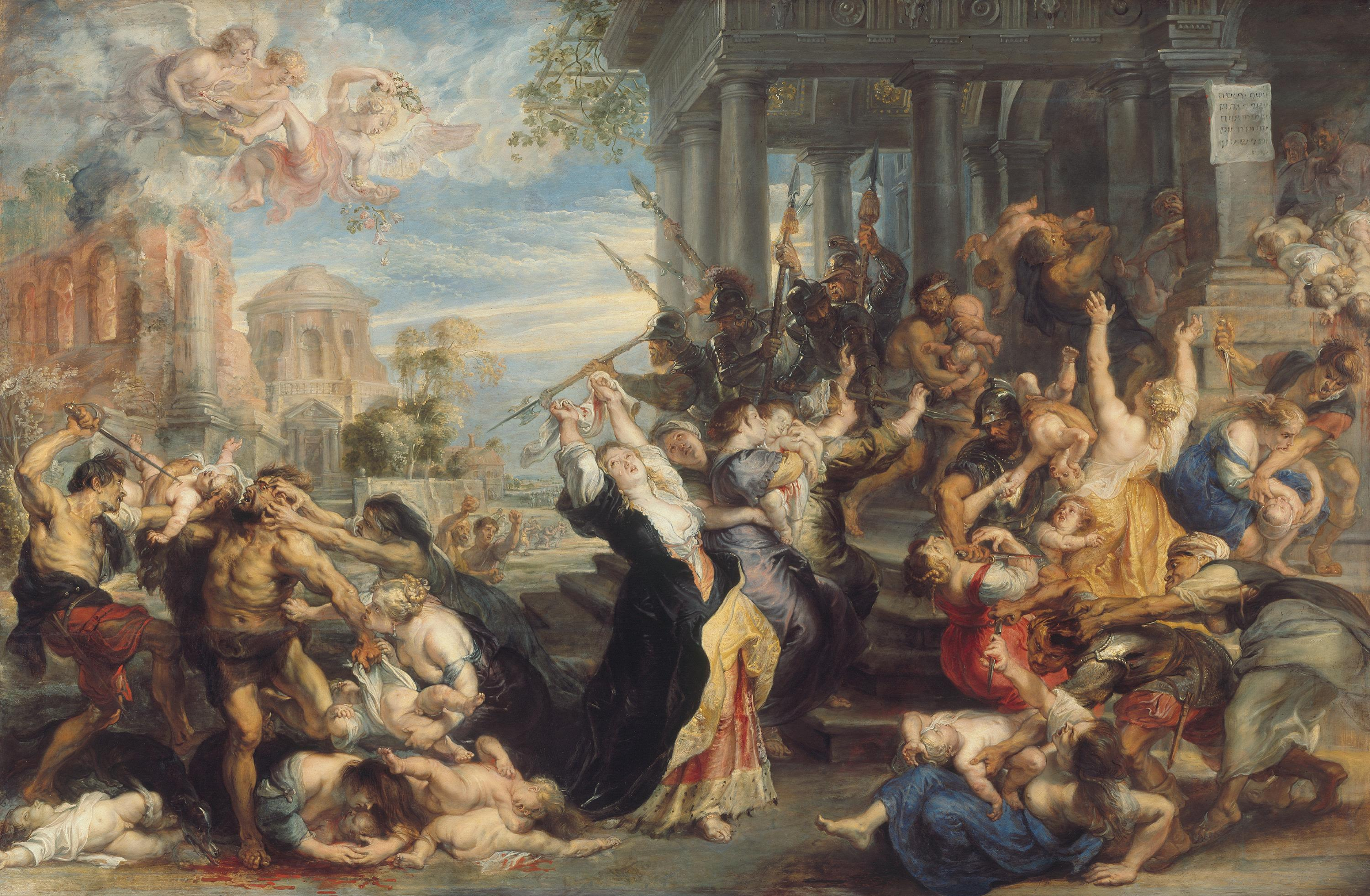
Pierre Paul Rubens, Le Massacre des Innocents (1638, Alte Pinakothek).

Le film s'ouvre sur une scène de flashforward mettant en scène le massacre des Innocents. Un an avant cet évènement, à Jérusalem, Zacharie reçoit une vision de l'archange Gabriel, qui lui annonce que sa femme Élisabeth donnera naissance à un fils malgré leur vieillesse. Dans le même temps, à Nazareth, la jeune Marie est fiancée sur décision de ses parents — Anne et Joachim — à un charpentier nommé Joseph. Peu de temps après, Marie est visitée par l'archange Gabriel, qui lui annonce qu'elle tombera enceinte du fils de Dieu et qu'elle devra le nommer Jésus. Il lui révèle par ailleurs que sa cousine Élisabeth est également enceinte. Après en avoir reçu l'autorisation de ses parents, elle s'en va rendre visite à cette dernière, qui connaît miraculeusement l'origine divine de sa grossesse. Marie assiste ensuite à la naissance de Jean-Baptiste, puis revient à Nazareth enceinte, à la grande stupéfaction de Joseph et de ses parents, qui craignent que celui-ci l'accuse de fornication, un péché punissable de lapidation selon la Loi mosaïque. Au début, Joseph ne croit pas Marie mais décide toutefois de ne pas l'accuser. Dans la nuit, il reçoit à son tour la visite de l'archange Gabriel, qui lui parle du plan de Dieu pour le fils de Marie, conçu par le Saint-Esprit. Joseph croit alors Marie et lui demande pardon d'avoir douté d'elle.
Pendant ce temps, l'empereur Auguste ordonne que chaque homme retourne dans sa ville natale avec sa famille pour se faire recenser. En tant que descendant direct du roi David, Joseph est ainsi forcé de voyager jusqu'à Bethléem. Avec Marie sur un âne chargé de provisions, le couple met près de quatre semaines pour atteindre son but. Au fil du voyage, Marie s'attache à son futur époux. À peine arrivée en ville, la jeune vierge doit accoucher. Joseph cherche alors désespérément un endroit où elle pourrait donner naissance. Mais en raison du recensement, toutes les maisons et auberges sont pleines. Seul un vieil aubergiste leur offre finalement l'asile dans son étable.

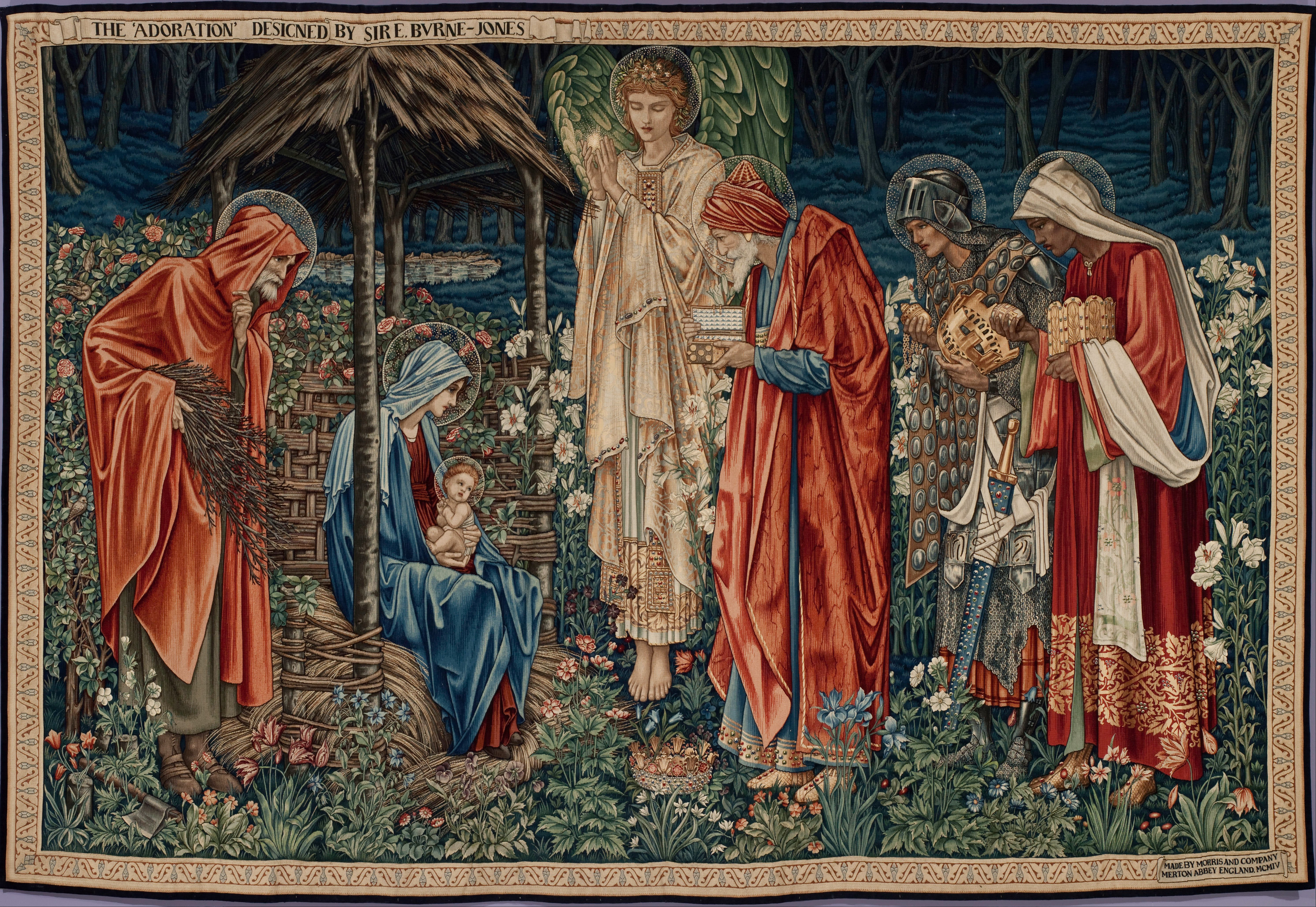
Edward Burne-Jones, L'Adoration des Mages (1904, musée d’Orsay).

Parallèlement à l'intrigue principale, trois mages nommés Melchior, Gaspard et Balthazar se dirigent vers la Judée, après avoir découvert que trois planètes s'aligneront pour former une grande étoile, conformément à une prophétie messianique. Après une apparition de l'archange Gabriel, cette étoile apparaît aux mages, qui visitent ensuite le roi Hérode. Ils lui révèlent que le Messie est encore un enfant et qu'il sera un maître « pour le plus petit des hommes au plus grand des rois ». Hérode demande aux mages de visiter le nouveau-né et de le prévenir du lieu de sa présence, sous le prétexte que lui aussi voudrait l'adorer. Craignant que l'enfant prenne son trône, il souhaite en fait l'assassiner. Peu de temps après l'adoration des bergers, les rois mages arrivent à l'étable où Marie a donné naissance et offrent à l'Enfant Jésus des présents d'or, d'encens et de myrrhe.
Le soir tombé, l'archange Gabriel dévoile aux mages les intentions d'Hérode. Ceux-ci retournent alors chez eux par différents chemins tandis qu'Hérode ordonne qu'à Bethléem chaque enfant de moins de deux ans soit tué. Joseph est lui aussi averti en songe par Gabriel et s'enfuit avec Marie et Jésus. Lorsque les soldats arrivent, la Sainte Famille est déjà partie. Après plusieurs jours de marche, Joseph, Marie et leur divin enfant arrivent enfin en Égypte, sous les rayons crépusculaires.

## Fiche technique
Source : IMDb
- Titre : La Nativité
- Titre original : The Nativity Story
- Réalisation : Catherine Hardwicke
- Scénario : Mike Rich
- Production : Marty Bowen et Wyck Godfrey
- Société de production : New Line Cinema
- Musique : Mychael Danna
- Photographie : Elliot Davis
- Montage : Robert K. Lambert et Stuart Levy
- Décors : Stefano Maria Ortolani
- Costumes : Maurizio Millenotti
- Sociétés de distribution : New Line Cinema (États-Unis), Metropolitan Filmexport (France)
- Budget : 30 000 000 dollars US
- Pays d'origine : États-Unis
- Langue : anglais
- Genre : drame, péplum
- Format : couleurs - 2,35:1 - 35 mm - son : DTS / Dolby Digital / SDDS
- Durée : 101 minutes
- Dates de sortie : 
  - Vatican : 26 novembre 2006 (avant-première)
  - États-Unis : 1er décembre 2006
  - France : 6 décembre 2006

## Distribution
Sources : IMDb, doublage.qc.ca (VQ) et RS-doublage.
- Keisha Castle-Hughes (VQ : Stéfanie Dolan) : Marie
- Oscar Isaac (VQ : Nicolas Charbonneaux-Collombet) : Joseph
- Hiam Abbass (VF : Isabelle Leprince ; VQ : Claudine Chatel) : Anne
- Shaun Toub (VQ : Denis Roy) : Joachim
- Ciarán Hinds (VQ : Vincent Davy) : Hérode Ier
- Shohreh Aghdashloo (VQ : Louise Laprade) : Élisabeth
- Stanley Townsend (en) : Zacharie
- Alexander Siddig (VQ : Daniel Roy) : Gabriel
- Nadim Sawalha (en) (VQ : Marc Bellier) : Melchior
- Eriq Ebouaney (VQ : Denis Gravereaux) : Balthazar
- Stephan Kalipha (nl) : Gaspard
- Alessandro Giuggioli : Hérode Antipas
- Saïd Amadis : Tero
- Serge Feuillard : le plus vieux prêtre
- Kais Nashef : Benjamin
- Tomer Sisley : un collecteur d'impôts
- Jeffery Kissoon (en) : l'architecte d'Hérode
- Gabrielle Scharnitzky : la liseuse de paume
- Zinedine Soualem : le père de la fille enlevée
- Matt Patresi (pl) : un soldat
- Ted Rusoff (en) : le vieux berger
- Sami Samir : le voleur
- Yvonne Sciò : la complice du voleur
- Andrea Bruschi (en) : un villageois de Bethléem
- Jean-Claude Deret : un villageois de Bethléem
- Shelby Young : Naomi (voix, non créditée)

Acteurs principaux
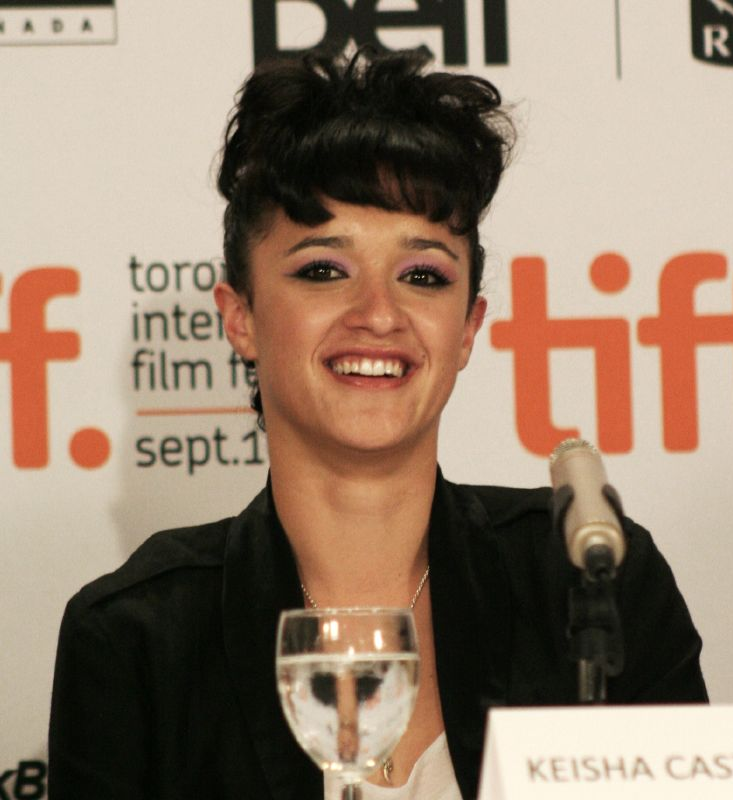
Keisha Castle-Hughes
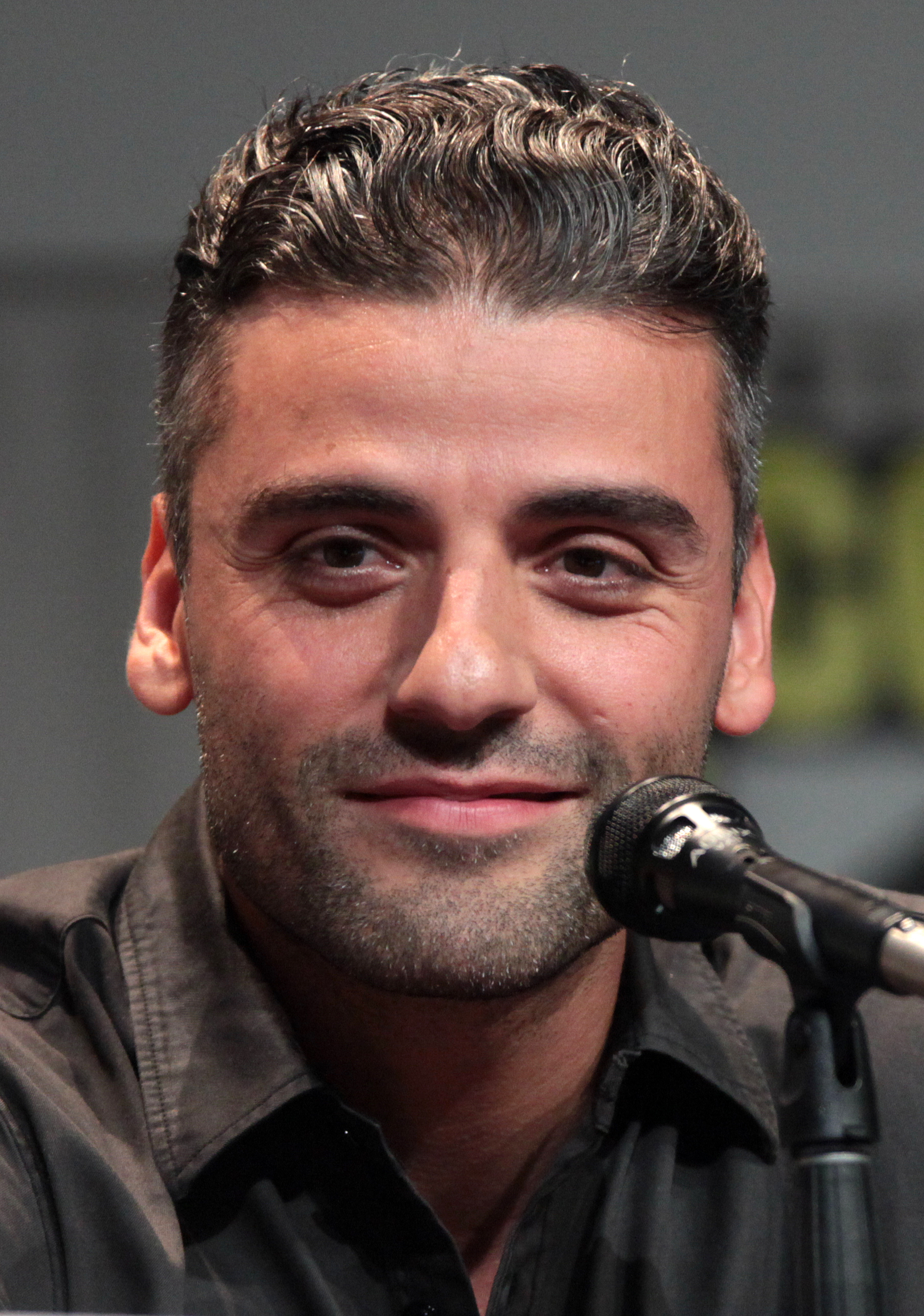
Oscar Isaac
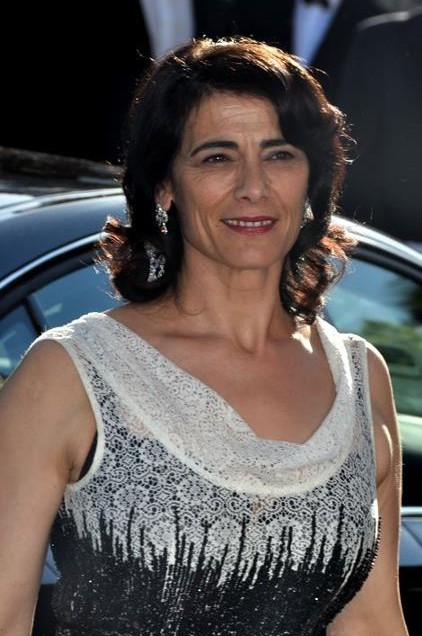
Hiam Abbass
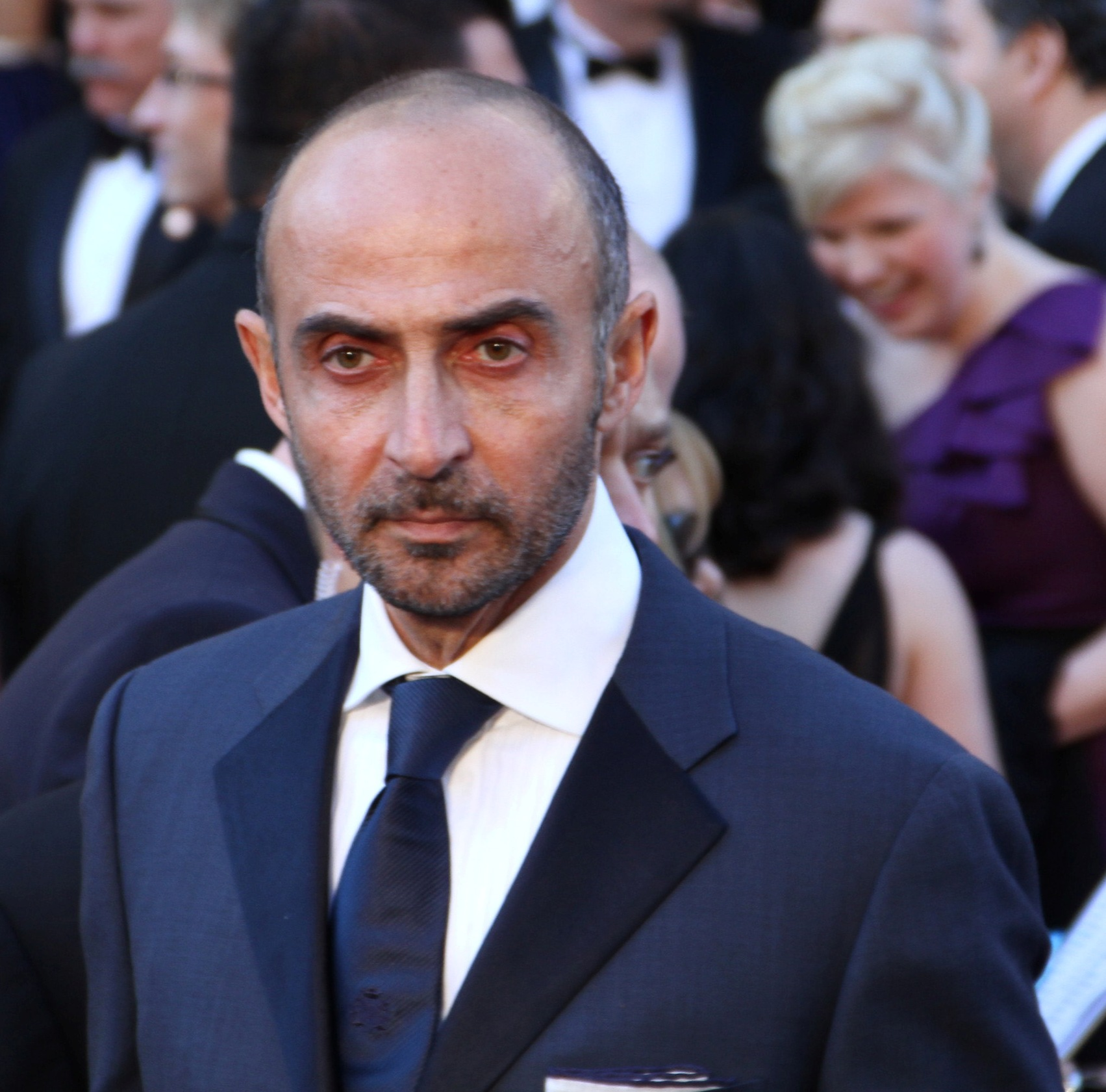
Shaun Toub
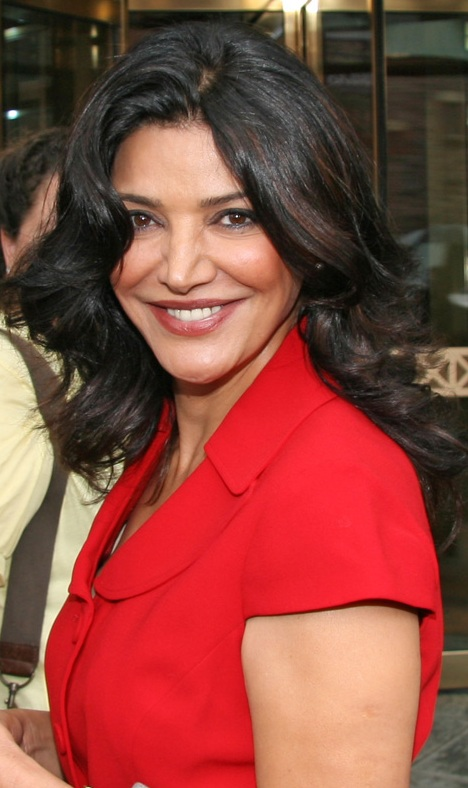
Shohreh Aghdashloo
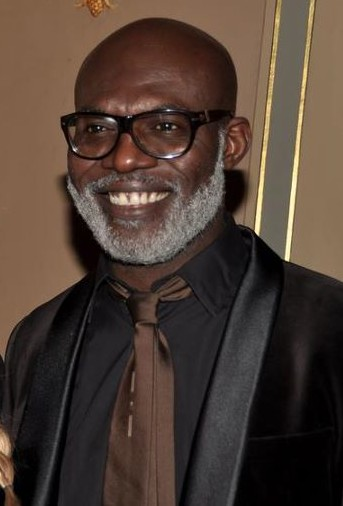
Ériq Ebouaney
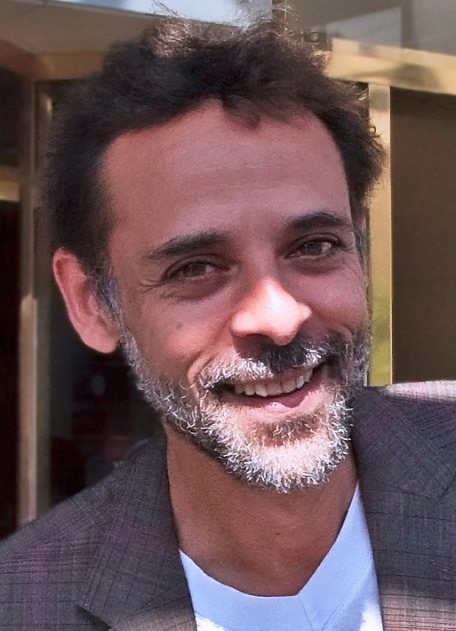
Alexander Siddig

## Production

### Genèse

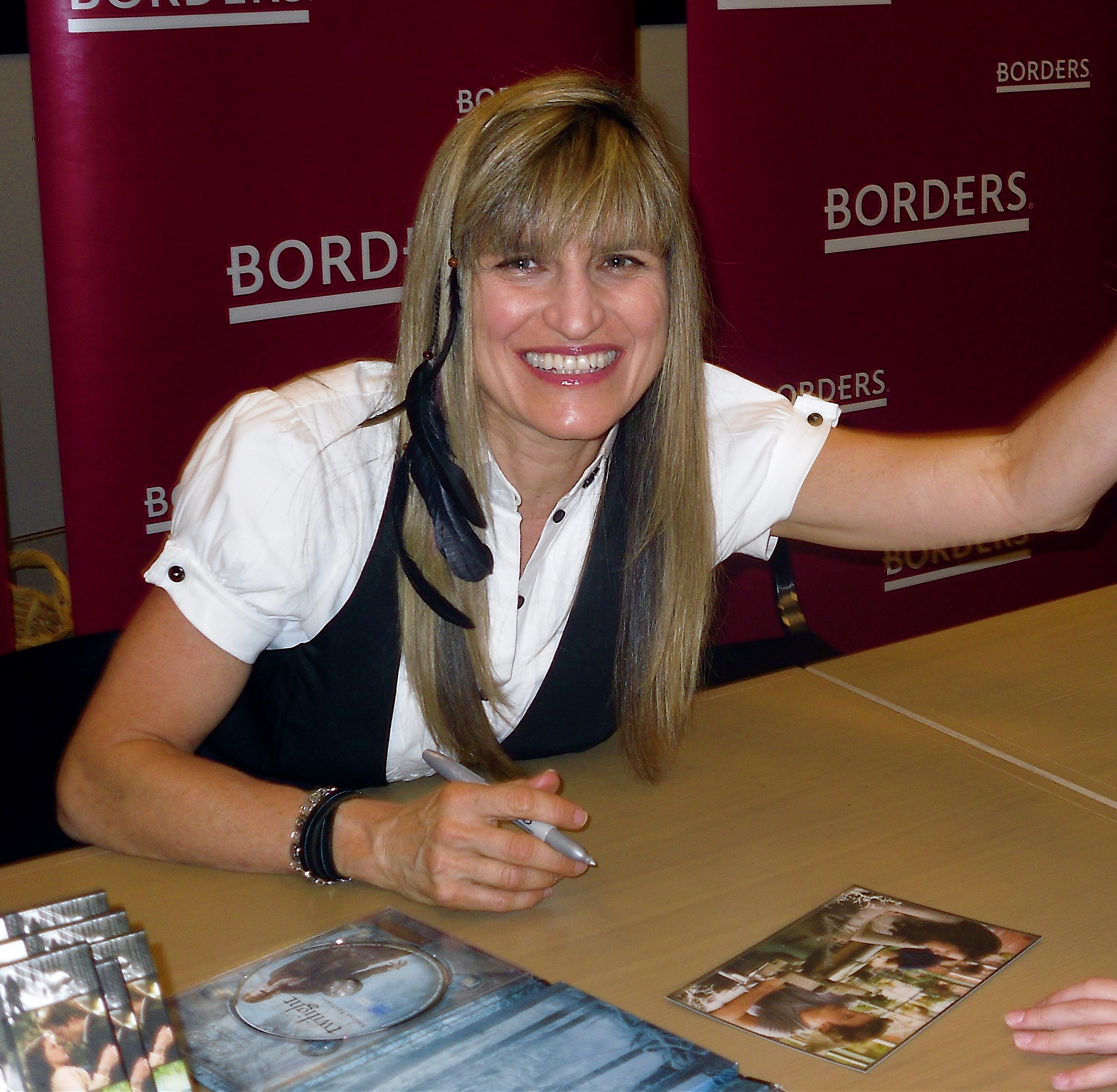
Catherine Hardwicke en 2009.

Habituée à travailler sur le monde des adolescents (Thirteen, Les Seigneurs de Dogtown), Catherine Hardwicke décèle dans l'épisode de la Nativité un moyen de mettre en scène l'histoire d'une jeune femme en proie aux doutes, « l'occasion de faire un film sur cette femme en crise et sur ses questions : est-ce réel ? Pourquoi Dieu m'a-t-Il choisie ? ». La Nativité s'inscrit donc dans la pleine continuité de son œuvre et « transpose les affres de l'adolescence chez le personnage de la Vierge Marie ». 
La principale démarche de la réalisatrice est alors de montrer la beauté de la grande histoire au travers de la petite. Pour elle, « le but était de ressentir les émotions des personnages, qui sont d'ordinaire peu développées dans les films bibliques : d'Hérode aux Rois mages ». De même, pour le scénariste Mike Rich, l'objectif était d'écrire une histoire sur Marie et Joseph, en mettant en avant la relation qui les unit : « quand on raconte la Nativité, on le fait, en général, en racontant l'évènement. On n'évoque pas les personnages. On ne creuse pas ces individus, ces formidables individus que sont Marie et Joseph. Cette histoire emblématique est aussi une histoire très intime ».
Avant de commencer le scénario, Mike Rich affirme s'être senti prêt émotionnellement et spirituellement après s'être imprégné de l'histoire de la naissance de Jésus à travers la prière, comme le lui avait conseillé son pasteur. Catherine Hardwicke estime quant à elle que « réaliser ce projet sur la foi fut une chance » et qu'elle était « destinée » à le faire.

### Tournage
Tout d'abord, pour le scénario, Mike Rich s'entoure de théologiens, d'historiens et d'experts juifs, catholiques et œcuméniques afin que le déroulement du film se rapproche au maximum du récit biblique. Le tournage débute le 1er mai 2006. Lors du tournage, l'équipe travaille également à ce que l'environnement du film soit le plus réaliste possible. Pour reproduire l'univers de la Nativité, l'équipe part en Israël afin d'y retracer le voyage de la Vierge auprès d'un guide. Elle part ensuite tourner au Maroc et en Italie, où le village de Nazareth est reconstitué en quatre mois et demi. En effet, le film est en grande partie tourné à Matera et à Craco, dans la région de Basilicate, et dans les studios de la Cinecittà, à Rome. Certaines scènes sont également tournées aux studios naturels d'Ouarzazate, au Maroc. Pour chaque vêtement, les costumiers travaillent à reproduire le textile de l'époque. Enfin, pour créer un contraste entre les palaces luxueux et les villages pauvres, les décorateurs jouent essentiellement sur la hauteur des toits, qu'ils rétrécissent ou augmentent.
Pendant le tournage, Keisha Castle-Hughes, âgée de seize ans, tombe enceinte de son compagnon Bradley Hull, âgé de dix-neuf ans. L'évènement est massivement relayé par les médias américains, qui mettent en avant son statut de femme non mariée, en opposition à la morale chrétienne.

### Musique
La bande originale du film, In Rosa Vernat Lilium, est composée par Mychael Danna et réalisée par Azam Ali. Les paroles sont d'Elizabeth Danna. Le morceau paraît le 5 décembre 2006. Il est nommé aux 39e GMA Dove Awards dans la catégorie « album instrumental de l'année » ainsi qu'à l'IFMCA dans la catégorie « meilleure musique de film dramatique ». Il vaut aussi à son compositeur d'être nommé lors des 5e World Soundtrack Awards dans la catégorie « compositeur de l'année ».
Un album de musique inspiré du film est également publié sous le titre de The Nativity Story: Sacred Songs.
| 1.  | Veni, veni Emmanuel          | Jaci Velasquez                     | 2:05 |
| 2.  | For Unto Us                  | Point of Grace (en)                | 4:48 |
| 3.  | Breath Of Heaven             | Amy Grant                          | 5:31 |
| 4.  | O Little Town Of Bethlehem   | Natalie Grant                      | 4:37 |
| 5.  | Labor Of Love                | Andrew Peterson                    | 4:31 |
| 6.  | Mary Sweet Mary              | Selah (en) et Plumb (en)           | 3:13 |
| 7.  | Silent Night                 | Jo Dee Messina                     | 2:33 |
| 8.  | Mary, Did You Know?          | Kenny Rogers et Wynonna Ellen Judd | 3:51 |
| 9.  | Angels We Have Heard On High | Nicole C. Mullen (en)              | 2:36 |
| 10. | The First Noel               | Mark Schultz (en)                  | 4:52 |
| 11. | O Holy Night                 | LeAnn Rimes                        | 3:42 |
| 12. | For The Beauty Of The Earth  | BarlowGirl                         | 3:15 |
| 13. | The Virgin's Lullaby         | The Nativity Voices                | 4:20 |

Source : AllMusic

## Sortie et accueil

### Réception critique

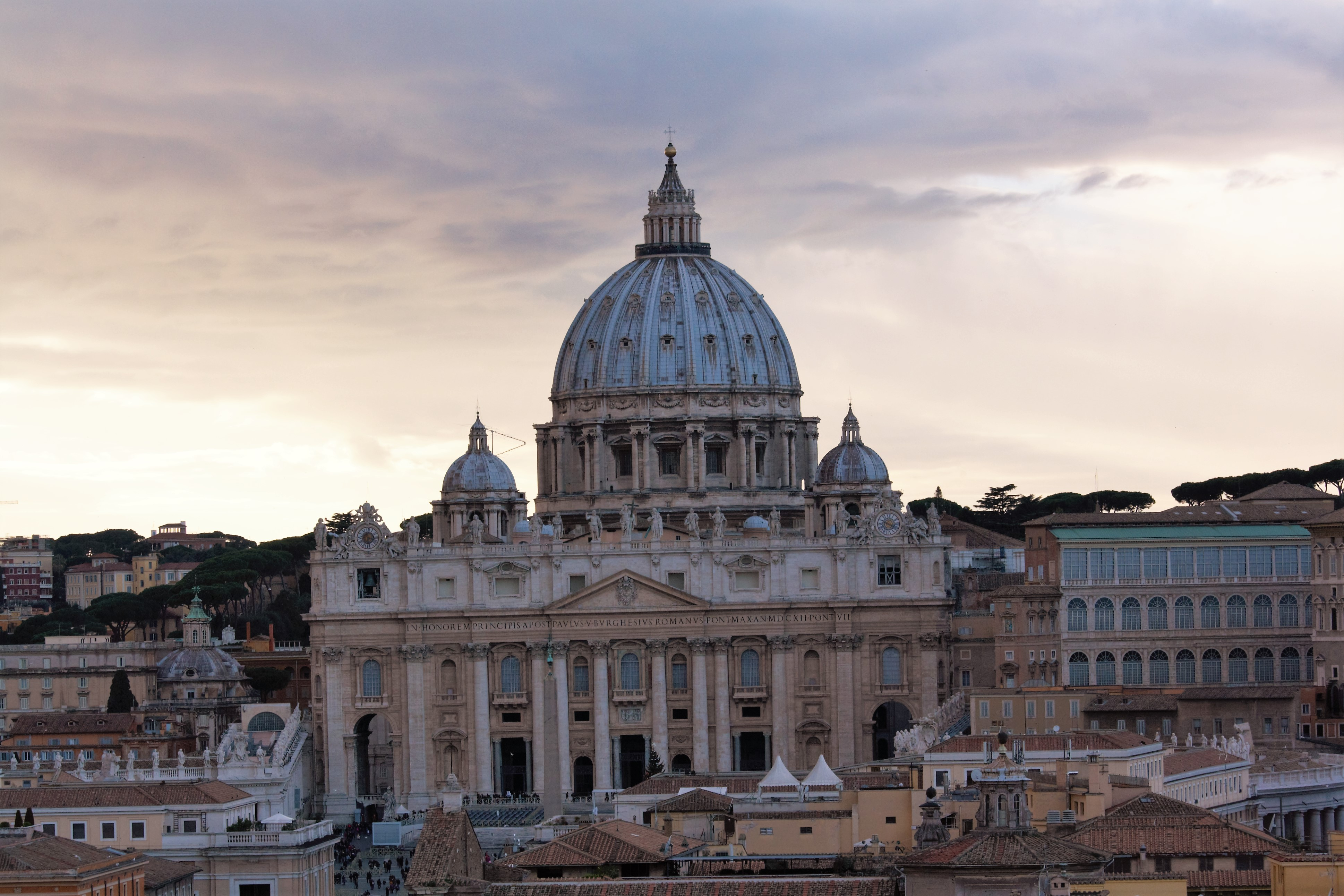
Le 26 novembre 2006, pour la première fois de l'histoire du cinéma, l’œuvre est diffusée en avant-première au Vatican.

À sa sortie, La Nativité reçoit un accueil critique mitigé. Le film obtient la note moyenne de 2,7 étoiles sur 5, établie par six critiques de presse françaises sur Allociné et 5,3/10 avec 38 % d'avis positifs sur Rotten Tomatoes pour 128 critiques, l'avis général étant que le film est « trop prudent, n'ajoutant que peu d'étincelles à la plus inspirante et familière des aventures »,. Aux États-Unis comme en France, plusieurs critiques comparent sa « douceur » et sa « sobriété » à la « violence » de La Passion du Christ, sorti deux ans plus tôt. S'appuyant sur vingt-huit critiques, le site Metacritic lui attribue un score moyen de 52 sur 100.
Le film reçoit par ailleurs le soutien du Saint-Siège. Le 26 novembre, pour la première fois de l'histoire du cinéma, l’œuvre est diffusée en avant-première au Vatican, notamment grâce au soutien des conseils pontificaux de la culture et des communications sociales, de la cinémathèque du Vatican et de l'institut pontifical de musique sacrée. Les bénéfices de l'événement sont ensuite reversés pour la création d'une école à Mughar, un petit village israélien où cohabitent de nombreuses communautés religieuses. Si le pape Benoît XVI — qui effectue au même moment une visite pastorale en Turquie — n'assiste pas à la projection, la séance est précédée d'une prière écrite par l'archiprêtre de la basilique Saint-Pierre. 

#### Presse américaine
Pour Roger Moore d'Orlando Sentinel, « c'est le film que Mel Gibson aurait dû faire, un conte simple, sobrement intitulé et doucement dit ». Pour Bob Strauss du Los Angeles Daily News, le film « essaie de situer le spirituel dans le quotidien, et a un cœur ouvert et accueillant ». Ann Hornaday du Washington Post relève de son côté que « la chose la plus intrigante de La Nativité se dégage pendant l'extraordinaire voyage personnel du couple, qui fait progresser une idée radicale : Jésus serait devenu ce qu'il était non seulement parce qu'il était le fils de Dieu, mais également parce qu'il était le fils d'un homme bon ».
De nombreux critiques estiment toutefois que le film n'a pas porté le récit biblique assez haut. Owen Gleiberman d'Entertainment Weekly note par exemple que le film « retranscrit sincèrement les images familières de la Bible » mais lui reproche d'être « trop tiède pour sentir, ou voir, la lumière ». Pour Kenneth Turan du Los Angeles Times, le film « n'est pas une chance de découvrir 'la plus intemporelle des histoires comme vous ne l'avez jamais vue', mais tout le contraire : une opportunité pour ceux qui le veulent de se heurter à cette histoire exactement comme elle est presque toujours racontée ».

#### Presse française

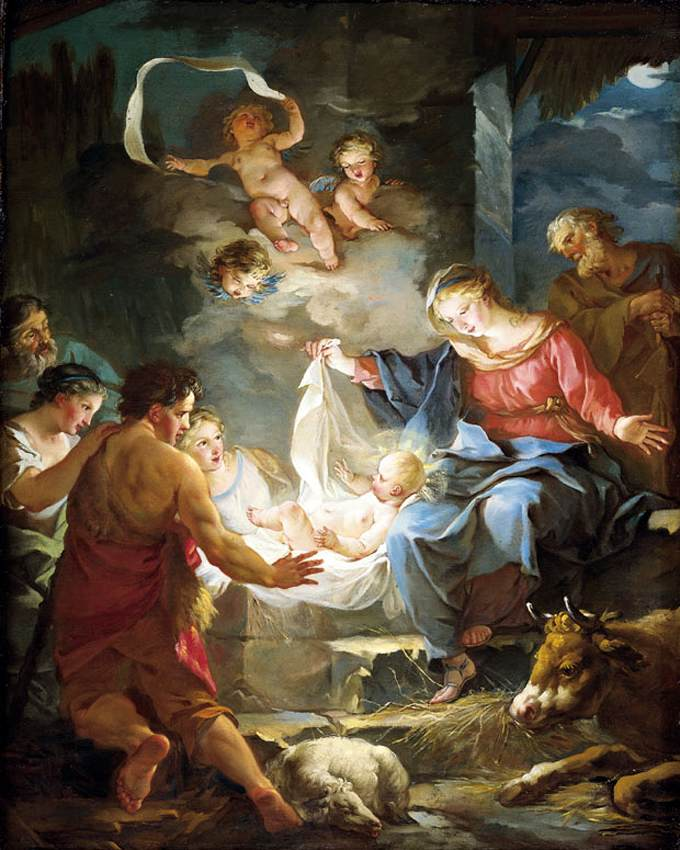
Jean-Baptiste Marie Pierre, La Nativité (1763, collection privée).

Monique Hebrard de La Croix écrit avoir été « bouleversée » par le film et « percutée » par son « réalisme sobre » car « cette histoire de naissance donne chair à toute la réalité de Dieu. Oui, il a choisi de s'incarner dans la galère de nos vies. Noël est vraiment la fête des pauvres, la fête de chacun dans ses pauvretés visibles ou cachées. ». Stéphane Argentin du site Écran large est quant à lui agréablement surpris : « deux ans à peine après la sortie « bruyante » de La Passion de Mel Gibson, on aurait pu craindre un certain opportunisme de la part des studios hollywoodiens en vue de capitaliser sur le triomphe international de son prédécesseur. Il n'en est rien et pour cause les deux approches sont totalement antinomiques ». Il note par ailleurs que le film est « ni plus ni moins qu'une représentation en images la plus fidèle possible du [Nouveau] Testament ».
Stéphanie Belpêche du Journal du dimanche rédige une critique plus mitigée. Pour elle, « la narration, linéaire, souffre de quelques lenteurs, les symboles sont parfois surlignés, mais on regarde sans déplaisir cette histoire qui a la bonne idée de refuser une imagerie spectaculaire ».  
Enfin, plusieurs critiques négatives se font entendre. Pour Thomas Sotinel du Monde, « le film, malgré ses velléités d'originalité, finit par ressembler à une crèche vivante ». Pour Bruno Bayon de Libération, « le résultat, péplum de catéchisme chromo en américain biblique, est un divertissement curieux ». La rédaction du magazine Télérama reproche quant à elle de ne pas trouver « un atome de spiritualité dans La Nativité mais de l'imagerie à la Zeffirelli ».

### Box-office
Le jour de sa sortie en Amérique du Nord, La Nativité se hisse à la quatrième place du box-office et rapporte 2,4 millions de dollars. Le film rencontre alors un succès modeste lors de la première semaine, rapportant 7,8 millions de dollars, mais connaît une augmentation de 39% durant le week-end prolongé de Noël. Finalement, le film rapporte 37,6 millions de dollars en brut national et 8,8 millions de dollars en devises étrangères, soit un total mondial de près de 46,4 millions de dollars, sur un budget de 35 millions de dollars. En France, le film reste à l'affiche pendant deux semaines et totalise près de 67 500 entrées.
Le film sort en DVD le 27 novembre 2007. Il est réédité en coffret spécial Noël en 2009, puis en 2016.

## Distinctions
Source : IMDb

### Récompenses
- MovieGuide Awards 2007 : 
  - Epiphany Prize for Film pour Catherine Hardwicke.
  - Grace Award for Film pour Oscar Isaac.
- Heartland Film Festival (en) 2007 : meilleure prise de vues cinématographique.

### Nominations
- International Film Music Critics Association 2006 : meilleure musique de film dramatique pour Mychael Danna.
- World Soundtrack Awards 2007 : compositeur de l'année pour Mychael Danna.
- Young Artist Awards 2007 : « meilleure performance dans un long métrage - jeune actrice principale » pour Keisha Castle-Hughes.